# Chlumetia griseapicata
Chlumetia griseapicata är en fjärilsart som beskrevs av François Louis Nompar de Caumont de Laporte 1970. Chlumetia griseapicata ingår i släktet Chlumetia och familjen nattflyn. Inga underarter finns listade i Catalogue of Life.